# 胡珀 (喬治亞州)
胡珀（英語：Hooper）是位於美國喬治亞州哈拉爾森縣的一個非建制地區。該地的面積和人口皆未知。

## 地理
胡珀的座標為33°44′18″N 85°20′15″W / 33.73833°N 85.33750°W，而該地的平均海拔高度為289米（即948英尺）。